# 하라 유미
하라 유미(일본어: 原 由実, はら ゆみ, 1985년 1월 21일 ~ )는 일본의 여성 성우이자 가수이다. 소속사는 아트비전이다. 출신지는 오사카부이다.

## 이력
아이돌마스터 시리즈의 THE IDOLM@STER SP에 시죠 타카네 역으로 발탁되어 주목을 받았다. 캐스팅은 2008년 7월 27일 요코하마 국제 평화회의장 홀에서 개최된 'Go to the NEW STAGE! THE IDOLM@STER 3rd ANNIVERSARY LIVE'에서 공표되었다. 이후의 대표작으로 시죠 타카네 역을 맡은 아이돌마스터 시리즈, 알베도 역을 맡은 오버로드 등이 있다.
2012년 5월 14일, SHIBUYA-AX에서 개최된 '이마이 아사미 Birthday Live 2012'에 참가해, 'HANABI'로 솔로 가수 데뷔를 발표했다. 2017년 12월 성우 활동에 집중하기 위해 가수 활동을 종료한다고 발표했다.

## 인물
THE IDOLM@STER SP의 오디션에서는 MY LITTLE LOVER의 DESTINY를 노래해 합격했다. 합격의 감상으로서, 생일과 혈액형이 시죠 타카네의 설정과 같았기 때문에, 꼭 하고 싶었던 역이라 매우 기뻤다고 이야기했다.
오디션 회장에서는 함께 지원해 이후 가나하 히비키 역을 맡게 되는 누마쿠라 마나미와도 말을 주고받았다. 이후 누마쿠라와는 사적으로도 친해지고, 별명인 '하라미(일본어: はらみー)'도 누마쿠라가 지어주었다. 소속사와 출신지가 같은 히키다 료코(일본어: 疋田涼子)와는 성우 양성소에서부터 서로 알았으며, 매우 친하다. 성우 이마이 아사미와도 평소에 사이가 좋고, 서로의 취미나 취향을 서로 알고 있는 관계라고 한다.
일하면서는 표준 일본어를 사용하지만, 오사카 출신으로 원래는 순수한 긴키 방언을 사용하기 때문에, 긴키 방언을 사용하는 역을 맡아도 방언이 자연스럽게 영향을 주어 위화감이 없는 소리가 난다. 라디오에서는 표준 일본어를 사용하지만, 친한 상대와 함께 진행하는 프로그램의 경우, 때때로 방언이 나오기도 한다.
성우가 되기 전 우체국 직원으로 취직했으며, 2007년 3월 은퇴하고 상경하여 12월에 성우 오디션에 합격했다. 1983년생의 언니는 본인과 비슷한 시기에 취업했고 오사카에 거주하며, 형부가 의사라 언니 집에 가는 길에 검진을 받기도 한다고 한다.
2009년 2월 21일부터 본인의 블로그 '하라 유미의☆heavenly cafe☆'를 운영하고 있다. 또한, 자택에 바퀴벌레가 나타났을 때, 바퀴벌레에 대한 대처법을 모집하기 위해 트위터를 시작했던 적이 있다. 이후 계정은 삭제되었지만, 블로그에 관련 잡담이 정리되어 있다.
좋아하는 음식은 라멘이며, 그 중에서도 컵 라멘을 특히 좋아한다. 또한 대식가이다. 이 '대식가'라는 특징은, 자신의 대표작 아이돌마스터가 애니메이션화되었을 때, 담당역인 시죠 타카네에게 반영되었다. 타카네가 '라멘을 좋아한다'는 특징은 오디션 이전부터 설정되어 있었다. 오디션 이전부터 설정되어 있었던 타카네의 생일과 혈액형도 하라와 같아, 하라는 이를 보고 타카네 역을 지망했다.
한편, 싫어하는 음식은 피망이며, 가까운 파프리카나, 표고버섯도 싫어한다.
2019년 9월 26일, 본인의 블로그에서 일반 회사원과의 결혼을 발표했다. 2020년 7월 17일에는 남자아이를 출산했다고 발표했다. 또한 2023년 12월 31일에는 여자 아이를 낳았음을 발표했고.

## 출연작
- 굵은 글씨는 주연

### TV 애니메이션
2009년
- 내 친구 호비

2011년
- 스켓 댄스 (야마우치 사와)
- IS (인피니트 스트라토스) (시쥬인 카구라, 클래스메이트들, 여교사)
- THE IDOLM@STER (시죠 타카네[18])

2012년
- 은하에 킥오프!! (모치즈키 선생, 신도쿄FC의 선수)
- 짱구는 못말려 (2012년 ~ 2020년, 손님 B, 접객원 B, 점원, 여성 B)

2013년
- 로그 호라이즌 (2013년 ~ 2021년, 마리엘[19][20][21])
- 로큐브! (미야코오오지 아야)

2015년
- 괴도 조커 (2015년 ~ 2016년, 아이[22])
- 내가 아가씨 학교에 '서민 샘플'로 납치당한 사건 (하나에 에리)
- 오버로드 (2015년 ~ 2021년, 알베도[23][24][25][26])

2016년
- 언해피♪ (코다이라 선생[27])
- 일인지하 (2016년 ~ 2018년, 풍사연[28][29])

2017년
- CHAOS;CHILD (타치바나 유이[30])

2018년
- 마법소녀 사이트 (아마가이 코사메[31])
- 어떤 마술의 금서목록 3 (오야후네 스아마[32])
- 이세계 마왕과 소환 소녀의 노예 마술 (2018년 ~ 2021년, 알리시아 크리스텔라[33][34])
- BEATLESS (마리에, 여성 캐스터)

2019년
- 빈란드 사가 (안)

2021년
- 스칼렛 넥서스 (쿄우카 에덴[35])
- 천지창조 디자인부 (우에다[36])

### 극장 애니메이션
- 스트라이크 위치스 극장판 (2012년, 알렉산드라 이바노브나 포크뤼시킨)
- THE IDOLM@STER MOVIE 빛의 저편에! (2014년, 시죠 타카네[37])
- 극장판 오버로드 칠흑의 영웅 (2017년, 알베도)
- 코드 기아스 반역의 를루슈 (2018년, 뉴스 캐스터, 후타바)
- 극장판 오버로드 성왕국편 (2024년, 알베도)

### OVA
- THE IDOLM@STER SHINY FESTA (2014년, 시죠 타카네)
- 걸즈 앤 판처 최종장 제1화 (2017년, 마리[38])
- 마법사의 신부 별을 기다리는 자 (2017년, 니이쿠라 마유미)

### 웹 애니메이션
- 푸치마스! -PETIT IDOLM@STER- (2013년 ~ 2014년, 시죠 타카네, 타카냐,[39] 여경)

### 게임
2008년
- THE IDOLM@STER SP (시죠 타카네)

2009년
- THE IDOLM@STER Dearly Stars (시죠 타카네)

2011년
- THE IDOLM@STER 2 (시죠 타카네)

2012년
- THE IDOLM@STER SHINY FESTA (시죠 타카네[40])

2013년
- 그라나도 에스파다 (올리비아,[41] 스파이 올리비아[42])
- 섬란 카구라 (유미[43])
- 아이돌마스터 밀리언 라이브! (시죠 타카네[44])
- 아이돌마스터 신데렐라 걸즈 (시죠 타카네)

2014년
- 바하무트 - 배틀 오브 레전드 (샤론,[45] 캄페[46])
- 아이돌마스터 원 포 올 (시죠 타카네[47]
- CHAOS;CHILD (타치바나 유이)

2015년
- 오르텐시아 사가 (나디아, 리자, 로자리)
- 철권 7 (미시마 카즈미[48])

2016년
- 아이돌마스터 플래티넘 스타즈 (시죠 타카네[49])

2017년
- 아이돌마스터 밀리언 라이브! 시어터 데이즈 (시죠 타카네)
- 아이돌마스터 스텔라 스테이지 (시죠 타카네[50])

2018년
- 킹스레이드 (에르제)
- Fate/Grand Order (아나스타샤 니콜라예브나 로마노바)

2019년
- 코드 베인 (카렌[51])

2020년
- 벽람항로 (페터 슈트라서[52])

2021년
- 스칼렛 넥서스 (쿄우카 에덴)
- 아이돌마스터 스탈릿 시즌 (시죠 타카네[53])
- 아이돌마스터 팝 링크스 (시죠 타카네[54])

### 라디오
※은 인터넷 라디오
- THE IDOLM@STER STATION!!! (2009년 ~ 2013년, 라디오 오사카)
- 하라 유미의 ○○라디오(原由実の○○ラジオ) (2012년 ~ 2015년, 패미통※)
- THE IDOLM@STER STATION!!+ (2013년 ~ 2014년, 초!A&G+※)
- 501st JFW.OA〜제501통합전투항공단 공식 방송〜 (2013년, 온센※, HiBiKi Radio Station※)
- THE IDOLM@STER STATION!!! (2014년 ~ 2018년, 니코니코 생방송※)

## 음반 활동

### 싱글
|            | 발매일           | 제목                                                   | 규격상품번호 | 규격상품번호 | 규격상품번호 | 오리콘 차트 최고 순위 |
| DVD 동봉판 | 발매일           | 제목                                                   | 통상판       | 애니메이션판 |              | 오리콘 차트 최고 순위 |
| ---------- | ---------------- | ------------------------------------------------------ | ------------ | ------------ | ------------ | --------------------- |
| 1st        | 2012년 8월 22일  | HANABI                                                 | -            | SVWC-7881    | -            | 48위                  |
| 2nd        | 2013년 3월 27일  | 반딧불(蛍火)                                           | -            | FVCG-1234    | -            | 37위                  |
| 3rd        | 2013년 7월 24일  | intention                                              | FVCG-1260    | FVCG-1261    | -            | 48위                  |
| 4th        | 2014년 6월 25일  | Rose on the breast                                     | FVCG-1304    | FVCG-1305    | -            | 54위                  |
| 5th        | 2014년 10월 29일 | Crossover                                              | FVCG-1318    | FVCG-1319    | -            | 50위                  |
| 6th        | 2015년 5월 27일  | improvisation                                          | FVCG-1341    | FVCG-1342    | -            | 75위                  |
| 7th        | 2015년 11월 25일 | 트와일라잇에 사라지지 말아줘(トワイライトに消えないで) | FVCG-1357    | FVCG-1358    | FVCG-1356    | 60위                  |
| 8th        | 2016년 6월 22일  | 프리즘 레인(プリズムレイン)                            | FVCG-1376    | FVCG-1377    | -            | 81위                  |
| 9th        | 2017년 1월 25일  | If you...                                              | FVCG-1405    | FVCG-1406    | -            | 67위                  |

### 앨범
|                | 발매일           | 제목                       | 규격상품번호 | 규격상품번호 | 규격상품번호 | 오리콘 차트 최고 순위 |
| BD 동봉 한정판 | 발매일           | 제목                       | DVD 동봉판   | 통상판       |              | 오리콘 차트 최고 순위 |
| -------------- | ---------------- | -------------------------- | ------------ | ------------ | ------------ | --------------------- |
| 1st            | 2013년 12월 25일 | Place of my life           | FVCG-1283    | FVCG-1284    | FVCG-1285    | 63위                  |
| 2nd            | 2015년 9월 25일  | 마음에 피는 꽃(心に咲く花) | FVCG-1349    | FVCG-1350    | FVCG-1351    | 41위                  |
| 3rd            | 2018년 3월 14일  | YOU&ME                     | USSW-0080    | USSW-0081    | USSW-0082    | 39위                  |